# Efecte lotus

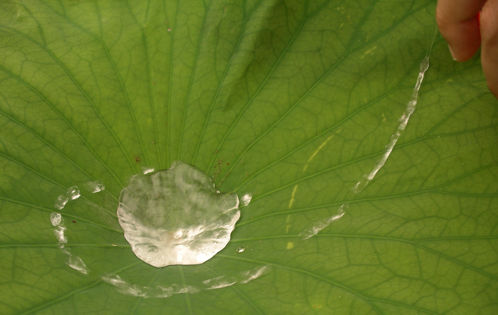
L'aigua en la superfície d'una fulla de lotus

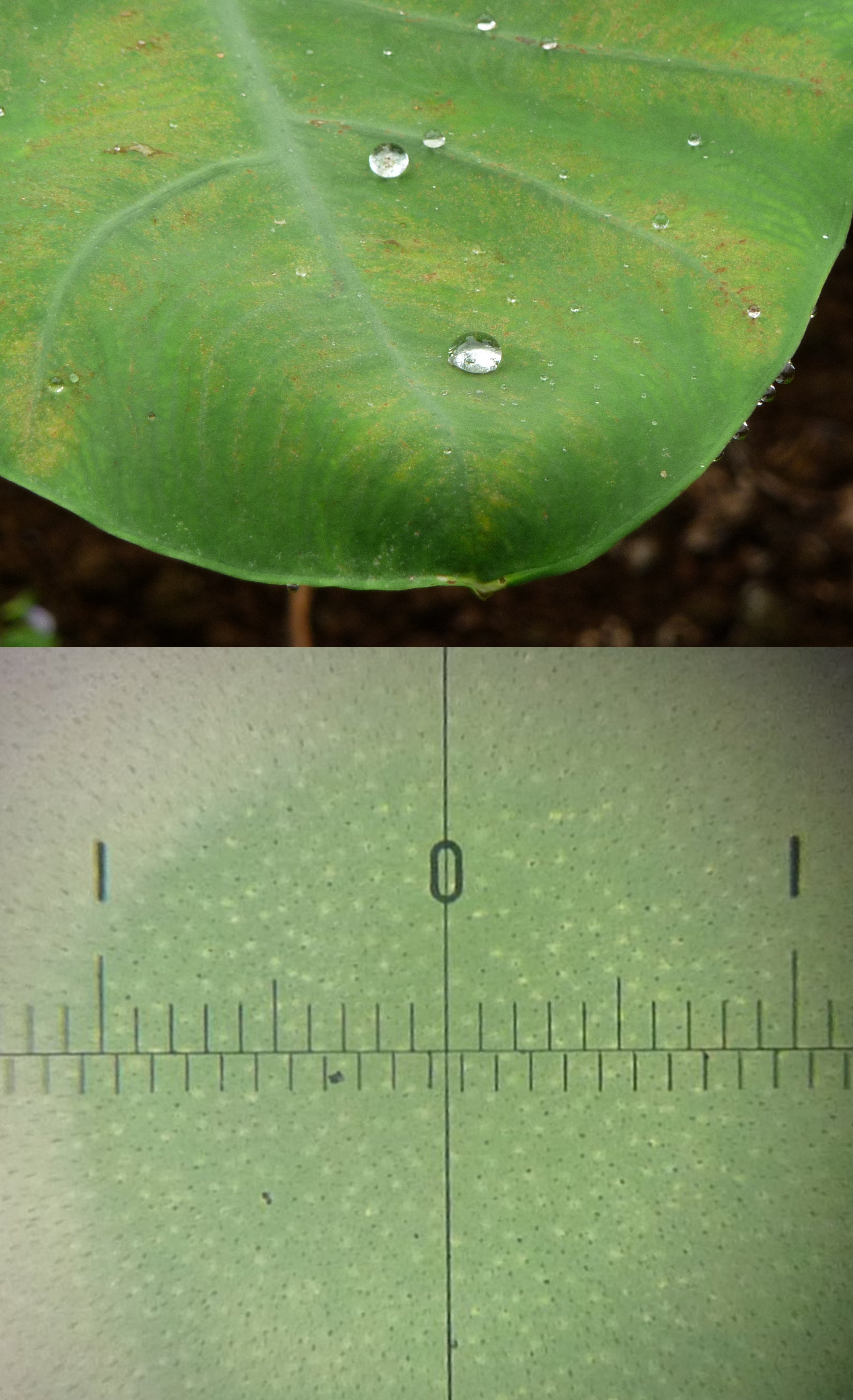
Gotetes de l'aigua sobre la fulla de taro amb efecte de lotus (superior), i la superfície de la fulla de taro augmentat (de 0 a 1 és un gràfic de l'augment), amb una sèrie de petites protuberàncies (inferior)

Gràfic d'ordinador de la superfície d'una fulla de lotus

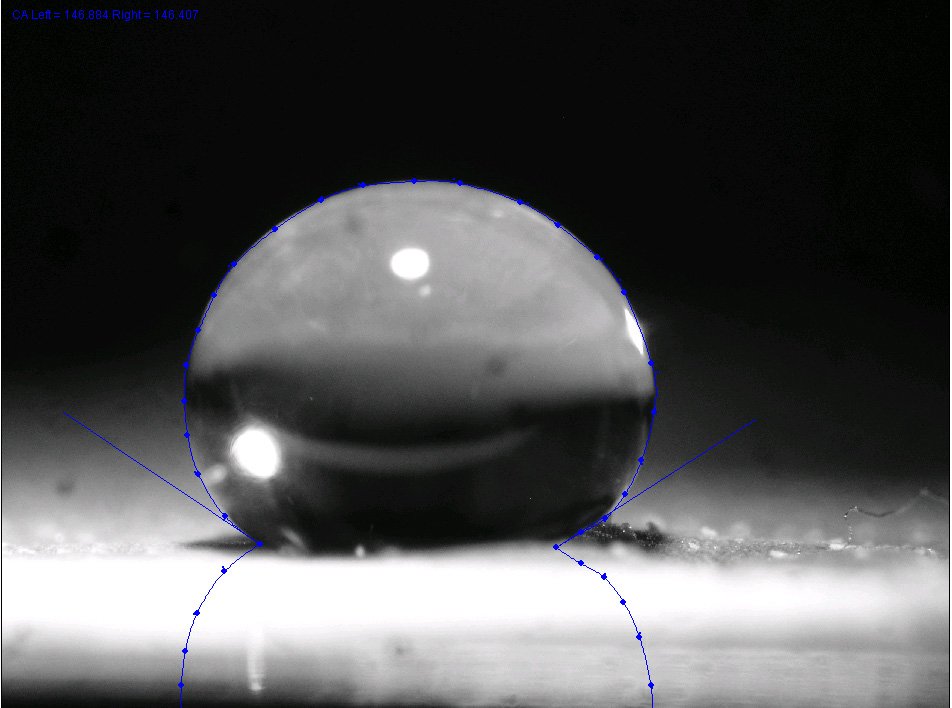
Una gota d'aigua sobre una superfície de lotus que mostra l'angle de contacte d'aproximadament 147°

L'efecte de lotus es refereix a les propietats d'autoneteja que són el resultat de una molt alta capacitat per repel·lir l'aigua (ultrahidrofòbia) que tenen les fulles de la flor del lotus.
Les partícules de terra són recollides per gotetes d'aigua a causa de l'arquitectura microscòpica i nanoscòpica de la superfície, que minimitza l'adhesió de les gotetes a la superfície. Algunes propietats autonetejadores es troben també en altres plantes, com ara: Tropaeolum (caputxina), Opuntia, Alquemil·la, canya; i també sobre les ales d'alguns insectes.
El fenomen de la superhidrofòbia l'estudiaren per primera vegada Dettre i Johnson el 1964 en superfícies hidrofòbiques de cereals. El seu treball desenvolupa un model teòric basat en experiments amb perles de vidre recobertes amb telòmer parafina o PTFE. Les propietats d'autoneteja de les superfícies nanoestructurades micro superhidròfobes les estudiaren els botànics alemanys Barthlott i Ehler el 1977: descriuen les propietats superhidròfobes com autonetejadores i parlen per primera vegada de «l'efecte d'una flor de lotus». Alguns materials superhidròfobs, com la per-fluoro-alquil i la per-fluoro-polièter, van ser desenvolupats per Brown el 1986 per a la manipulació de líquids químics i biològics. Altres aplicacions biotecnològiques han sorgit des de la dècada del 1990.

## Principi de funcionament
A causa de la seva alta tensió superficial, les gotetes d'aigua tendeixen a minimitzar la seva superfície per intentar aconseguir una forma esfèrica. La causa de les propietats autonetejadores és el repel·lent a l'aigua de la doble estructura hidròfoba de la superfície. Això permet que la zona de contacte i la força d'adhesió entre la superfície i les gotes es redueixin significativament i el resultat n'és un procés d'autoneteja.
Aquesta doble estructura es forma a partir de la funció de l'epidermis de la capa exterior anomenada cutícula, i ceres que la cobreixen. L'epidermis de la planta de lotus conté papillae de 10 a 20 micres en alçada i de 10 a 15 micres d'ample sobre la qual hi ha l'anomenada ceres epicuticulars. Aquestes ceres superposades són hidròfobes i formen la segona capa de la doble estructura.
La hidrofòbia d'una superfície es pot mesurar pel seu angle de contacte. Les superfícies amb un angle de contacte <90° es coneixen com a hidròfiles i les d'un angle > 90°, com a hidrofòbiques. Algunes plantes mostren angles de contacte de fins a 160° i s'anomenen superhidrofòbiques quan només un 2-3% de la superfície de la gota (de mida típica) està en contacte amb la superfície. Les plantes amb una doble estructura, com el lotus, poden arribar a un angle de contacte de 170°, de manera que la zona de contacte de la gota és només d'un 0,6%. Això configura un efecte d'autoneteja.
Les partícules de brutícia amb un contacte de zona molt reduïda són recollides per les gotetes d'aigua i, per tant, hi ha una fàcil neteja de la superfície. Aquest efecte d'autoneteja es basa en el fet que l'alta tensió superficial de l'aigua no permet treballar amb dissolvents orgànics. Per això, la hidrofòbia d'una superfície no és una protecció contra els grafits.
Aquest efecte és d'una gran importància per a les plantes com a protecció contra el creixement de patògens, com ara fongs o algues, i també contra animals com les papallones, libèl·lules i altres insectes. Un altre efecte positiu de l'autoneteja és la prevenció de la contaminació de l'àrea de la superfície de la planta exposada a la llum, amb resultats en la reducció de la fotosíntesi.

## Aplicació tècnica
Quan es van descobrir les qualitats d'autoneteja de les superfícies superhidròfobes amb escala nanoscòpica de propietats fisicoquímiques en el microscopi, en lloc de partir de les propietats químiques específiques de la superfície de la làmina, la troballa obre la possibilitat d'utilitzar aquest efecte en superfícies artificials, imitant la natura d'una manera general en un lloc específic.
Alguns nanotecnòlegs han desenvolupat tractaments, recobriments, tintes, teles, teixits i altres superfícies que poden estar seques i netes en replicar artificialment l'efecte del lotus amb tractaments químics fluorats o silicones especials en superfícies estructurades o amb composicions que contenen partícules de microescala. Els recobriments superhidròfobs que comprenen micropartícules de tefló s'utilitzaren en diapositives de diagnosi mèdica durant més de 30 anys. És possible arribar a aquests efectes amb l'ús de combinacions de polietilenglicol amb glucosa i sacarosa (o qualsevol de les partícules insolubles) en conjunció amb una substància hidròfoba.
En tractaments superficials químics addicionals, que poden ser, amb el temps, els metalls, es tallaren amb làser d'impulsos femto-segons per produir l'efecte de lotus. Els materials són de color negre d'un color uniforme en qualsevol angle, i combinats amb les propietats autonetejadores es podrien produir contenidors d'energia solar tèrmica de molt baix manteniment, mentre que la durabilitat dels metalls pot servir per a latrines autonetejadores per a reduir la transmissió de malalties.
Van ser comercialitzats en altres aplicacions, com ara els cristalls d'autoneteja instal·lats en els sensors de les unitats de control de trànsit en autopistes alemanyes, desenvolupats per un soci de cooperació de la companyia Ferro GmbH. Evonik AG ha desenvolupat un esprai per a la generació de pel·lícules d'autoneteja en diferents substrats. Els recobriments superhidròfobs aplicats a antenes de microones poden reduir significativament l'esfumat de pluja i l'acumulació de gel i neu. Els productes de neteja fàcil en anuncis sovint confonen el nom de les propietats d'autoneteja de superfícies hidrofòbiques o superhidròfobes. Les superfícies tractades com a superhidròfobes també podrien millorar els aparells per a assaigs de laboratori de microfluids i millorar notablement la bioanàlisi basada en la superfície.
Les propietats superhidròfobes s'utilitzaren en la recollida de rosada, o en la canalització d'aigua de les conques per al reg. La Groasis Waterboxx ha creat una tapa amb una estructura piramidal microscòpica, basada en les propietats superhidròfobes que canalitzen la condensació i l'aigua de pluja en un recipient per a l'alliberament de les arrels d'una planta cultivada.

## Història de la investigació
Encara que el fenomen d'autoneteja de la fulla de lotus va ser, possiblement, conegut a l'Àsia molt abans (una referència a l'efecte del lotus es troba en el poema Bhagavad Gita) el mecanisme no es va explicar fins a la dècada de 1970, després de la introducció de la microscòpia electrònica d'escaneig. Els estudis es van realitzar amb fulles de Tropaeolum i lotus (Native).